# فرستاده (عنوان)
یک فرستاده فوق‌العاده (به انگلیسی: Envoy Extraordinary) و وزیر مختار یا تام الاختیار (به انگلیسی: Minister Plenipotentiary) که معمولاً به عنوان وزیر (مختار) شناخته می‌شود، یک نوع رئیس مأموریت دیپلماتیک بود که در رتبه پایین‌تر از سفیر قرار داشت. یک هیئت دیپلماتیک که یک فرستاده ریاست آن را برعهده داشت، به جای سفارت به عنوان نمایندگی شناخته می‌شد. بر اساس سیستم رتبه‌های دیپلماتیک که توسط کنگره وین (۱۸۱۵) ایجاد شد، فرستاده دیپلمات درجه دومی بود که دارای اختیارات تام‌الاختیار بود، یعنی اختیار کامل برای نمایندگی دولت. با این حال، فرستادگان به عنوان نماینده شخصی رئیس دولت کشورشان خدمت نمی‌کردند. تا دهه‌های اول قرن بیستم، اکثر مأموریت‌های دیپلماتیک هیئت‌هایی بودند که توسط دیپلمات‌های دارای رتبه فرستاده رهبری می‌شدند. سفیران فقط بین قدرت‌های بزرگ، متحدان نزدیک و سلطنت‌های مرتبط رد و بدل می‌شدند.
پس از جنگ جهانی دوم، با توجه به دکترین سازمان ملل متحد در مورد برابری دولت‌های مستقل، دیگر قابل قبول تلقی نمی‌شد که با برخی از کشورها به عنوان پست‌تر از سایرین رفتار شود. با ارتقای روابط کشورها به درجه سفیر، رتبه فرستاده به تدریج منسوخ شد. در سال ۱۹۶۱، زمانی که کنوانسیون وین در مورد روابط دیپلماتیک امضا شد، رتبه فرستاده هنوز وجود داشت، اما پس از این دهه دیگر دوام نیاورد. آخرین نمایندگی‌های آمریکایی باقی مانده، در کشورهای پیمان ورشو بلغارستان و مجارستان، در سال ۱۹۶۶ به سفارت ارتقا یافتند.